# Əli Babayev
Əli Babayev (Ra'anana, 1º novembre 1990) è un ex calciatore israeliano naturalizzato azero, di ruolo centrocampista.

## Palmarès

### Club

#### Competizioni nazionali
- Liga Leumit: 1

Maccabi Petah Tiqwa: 2019-2020